# Ferdinand the Bull
Ferdinand the Bull és un curt d'animació autònom nord-americà de 1938 produït per Walt Disney Productions i llançat el 25 de novembre de 1938 per RKO Radio Pictures. Va ser dirigit per Dick Rickard i basat en el llibre de 1936 La història del Ferdinando de Munro Leaf. La música era d'Albert Hay Malotte, més conegut per la seva ambientació de The Lord's Prayer, cantada habitualment en casaments.

## Argument
L'escena comença amb molts toros, jugant junts i fent força amb els caps, però, Ferdinand és diferent; tot el que vol fer tot el dia és passar sota un suro ombrívol i olorar les flors. Un dia, la seva mare s'adona que no juga amb els altres toros i li pregunta per què. Ell respon: "Tot el que vull fer és seure i olorar les flors!" La seva mare és molt comprensiva.
Ferdinand creix amb els anys, arribant a ser el més gran i fort del grup. Els altres toros creixen amb ganes d'aconseguir un objectiu a la vida: estar a les corrides de toros a Madrid, Espanya, però no en Ferdinand. Un dia, cinc homes d'aspecte estrany es presenten a veure els toros. Quan els toros els noten, lluiten el més dur possible, amb l'esperança de ser escollits. En Ferdinand no es compromet i continua olorant les flors. Quan va a seure, no s'adona que hi ha un borinot a sota seu. El dolor de la picada de l'abella fa que corri com un boig, noquei els altres toros i, finalment, enderroqui un arbre. Els cinc homes es feliciten mentre porten Ferdinand a Madrid.
Hi ha molta il·lusió quan arriba el dia de la corrida. Als cartells, l'anomenen Ferdinand the Fierce (Ferdinand el Ferotge). Comença l'acte i surten a la plaça els banderillers, els picadors i el matador que està sent animat. Mentre el matador s'inclina, una dona del públic li llença un ram de flors que cauen a la seva mà. Finalment, arriba el moment en què en Ferdinand surt i es pregunta què hi fa. Els banderillers i els picadors tenen por i s'amaguen, però el matador s'espanta perquè en Ferdinand és tan gran i fort. En Ferdinand mira i veu el ram de flors, caminant i espantant el matador, però comença a olorar-les. El matador s'enfada molt amb Ferdinand per no carregar contra ell. Però a Ferdinand no li interessa lluitar; només li interessa olorar les belles flors. Finalment, el condueixen fora de l'arena i el porten de tornada a casa on continua assegut sota el suro i olorant les flors.

## Repartiment original
- Don Wilson com a narrador
- Walt Disney com la mare de Ferdinand
- Milt Kahl com a Ferdinand

## Animadors
- Milt Kahl
- Hamilton Luske
- Bill Stokes
- John Bradbury
- Bernard Garbutt
- Ward Kimball
- Jack Campbell
- Stan Quackenbush
- Don Lusk

## Recepció
El curtmetratge s'emet a diversos països cada any la vigília de Nadal com a part del programa anual de Nadal de Disney From All of Us to All of You. El programa de Nadal és especialment popular a Suècia, on s'emet des de 1959 i s'ha convertit en una tradició nadalenca. La substitució de Ferdinand the Bull per The Ugly Duckling el 1982 va provocar una protesta pública. L'any següent, el 1983, el canvi es va revertir i Ferdinand the Bull va tornar a la televisió sueca.
Ferdinand the Bull va guanyar l'Oscar de 1938 al millor curtmetratge (dibuixos animats). Va guanyar contra curts com el curt de Silly Symphonies, Mother Goose Goes Hollywood.

## Mitjans domèstics
El curt es va estrenar el 6 de desembre de 2005 a Walt Disney Treasures: Disney Rarities - Celebrated Shorts: 1920s–1960s
Publicacións addicionals inclouen:
1. Walt Disney Cartoon Classics Limited Gold Edition II: How the Best Was Won (1933–1960) (VHS/Betamax/Laserdisc) 1985
2. Walt Disney Mini-Classics: Willie the Operatic Whale (VHS) 1991
3. Walt Disney's Timeless Tales Volum 2: The Ugly Duckling/Wind in the Willows/The Country Cousin (DVD) 2005
4. Walt Disney Animation Collection: Classic Short Films Volume 6: The Reluctant Dragon (DVD) 2009